# Adenanthos intermedius
Adenanthos intermedius là một loài thực vật có hoa trong họ Quắn hoa. Loài này được Ostenf. miêu tả khoa học đầu tiên năm 1921.